# پری هایتس (اوهایو)
پری هایتس (به انگلیسی: Perry Heights) یک منطقهٔ مسکونی در ایالات متحده آمریکا است که در شهرستان استارک، اوهایو واقع شده‌است. پری هایتس ۷٫۷ کیلومتر مربع مساحت و ۸٬۹۰۰ نفر جمعیت دارد و ۳۳۵ متر بالاتر از سطح دریا واقع شده‌است.